# La Solitude du coureur de fond (film)
Pour les articles homonymes, voir La Solitude du coureur de fond.
Pour plus de détails, voir Fiche technique et Distribution.
La Solitude du coureur de fond (titre original : The Loneliness of the Long Distance Runner) est un film britannique réalisé par Tony Richardson, sorti en 1962. 

## Synopsis
Colin Smith est un jeune révolté qui, à la suite d’un vol commis dans une boutique, est placé dans un centre d'éducation surveillée. Pratiquant la course de fond, il s’évade de son morne quotidien en rêveries durant ses courses solitaires. Il gagne sa notoriété dans l'établissement grâce à ses performances de coureur et prend le parti de suivre les ambitions qu’a pour lui  le directeur du centre Ruxton Towers, à commencer par remporter la victoire contre une école privée venue disputer une compétition à domicile. Mais la question se pose : courir pour quoi ? Pour qui ?

## Fiche technique
- Titre original : The Loneliness of the Long Distance Runner
- Titre français : La Solitude du coureur de fond
- Réalisation :	Tony Richardson
- Scénario : Alan Sillitoe d’après sa nouvelle, La Solitude du coureur de fond (1959)
- Direction artistique : Ted Marshall
- Décors : Ralph W. Brinton
- Costumes : Sophie Devine
- Photographie : Walter Lassally
- Son : Stephen Dalby, Norman Bolland
- Montage : Antony Gibbs
- Musique : John Addison
- Production : Tony Richardson
- Production (supervision) : Leigh Aman
- Production associée : Michael Holden
- Production déléguée : Alan Kaplan
- Production exécutive : Robert Sterne
- Société de production : Woodfall Film Productions (Royaume-Uni)
- Sociétés de distribution : British Lion-Columbia (distributeur d'origine Royaume-Uni), Solaris Distribution[1] (France)
- Pays de production :  Royaume-Uni
- Langue originale : anglais
- Format : noir et blanc — 35 mm — 1,66:1 — son monophonique (Westrex Recording System)
- Genre : drame
- Durée : 104 minutes
- Dates de sortie :
  - Royaume-Uni : 27 septembre 1962
  - France : 27 janvier 1965[1]
- Classification :
  - France : mention « tous publics », art et essai, visa d'exploitation no 30125 délivré le 28 janvier 1965

## Distribution
- Tom Courtenay : Colin Smith
- Michael Redgrave : le directeur du centre Ruxton Towers
- Alec McCowen : Brown, le majordome
- James Fox : Gunthorpe, le coureur de l’école Ranley
- Frank Finlay : l’employé des réservations
- Avis Bunnage : Madame Smith
- James Bolam : Mike
- Joe Robinson : Roach
- Dervis Ward : le détective
- Topsy Jane : Audrey
- Julia Foster : Gladys
- John Brooking : Green
- John Bull : Ronalds
- James Cairncross : Monsieur Jones
- Peter Duguid : le docteur
- Ray Austin : Craig
- Peter Madden (non crédité) : M. Smith

## Production

### Tournage
- Extérieurs : 	
  - Lincolnshire : Skegness (plage de Skegness),
  - Nottinghamshire : Nottingham,
  - Surrey : Claygate (tours de Ruxley), Whyteleafe (séquence le long de la Whyteleafe railway station (en) et du gazomètre, scènes à la carrière de Riddlesdown),
  - Sussex de l'Est : Camber (les sables de Camber).

## Accueil
- Jean-Louis Bory[2] : « Le beau titre. Comme tous les beaux titres, il satisfait d’abord à son harmonie propre. Satisfaction qui relève du « charme » poétique. Puis viennent les interprétations. Elles sont au moins deux comme pour toute poésie. Au premier degré nous demeurons sur le plan des apparences, de la réalité pure et simple : il s’agit bien d’un coureur de fond qui, tout le long de sa course épuisante, se trouve seul, livré à ses seules ressources physiques et morales. […] Au deuxième degré, sur le plan du symbole tout au long de sa vie, assimilée à une épreuve sportive, tout homme est ce coureur solitaire, surtout quand il a choisi la révolte. Tout le film de Richardson se bâtit sur l’étroit enlacement de deux suites de scènes, en accord avec cette double interprétation. […] La réussite de ce film tient beaucoup à l’étonnante présence de Tom Courtenay. D’un physique plutôt ingrat — qui évoque l’oiseau tombé du nid, le petit animal frileux — il joue avec une étonnante variété. […] Excellente bande sonore où la musique, loin de faire double emploi avec l’image, joue en contraste grinçant (les cantiques sur une des images de passage à tabac) ou indique le sentiment suggéré par le mouvement de la caméra (jazz, par exemple, pour souligner la joie ou le burlesque) ; habilité du montage greffant l’une sur l’autre les deux suites d’images d’une façon dépouillée d'arbitraire. […] Mais la caméra travaille à suggérer par son mouvement les mouvements sur lesquels l’histoire se déroule. […] Elle s’efforce, court, souffle, halète, s’éblouit en accord avec Smith, ou s’immobilise (plan général) pour mieux s’étendre sur les paysages lorsque les quatre jeune chiens, au bord de la mer, gesticulent à la limite de l’horizon ou que le coureur s’élance dans la vaste fraîcheur de l’aube. »

## Récompenses et distinctions

### Récompenses
- BAFTA 1963 : prix du nouveau comédien prometteur dans un premier rôle pour Tom Courtenay.
- Festival international du film de Mar del Plata 1963 : 
  - Prix du meilleur acteur pour Tom Courtenay,
  - Prix FIPRESCI avec mention spéciale pour Tom Courtenay,
  - Prix spécial du jury pour Tony Richardson.

### Nominations
- Festival international du film de Mar del Plata 1963 : Tony Richardson nommé pour le prix du meilleur film étranger.
- Syndicat national des journalistes cinématographiques italiens 1967 : Tony Richardson nommé pour le Ruban d'argent du meilleur réalisateur.

## Thèmes et contexte
Le titre du film pourrait donner son nom au syndrome de « la solitude du coureur de fond » : l'enfant ou l'adulte refusant délibérément de réussir parce qu'il pense, à tort ou à raison (dans le film, c'est à juste titre), que sa réussite va faire le jeu de ceux qui l'ont opprimé. Réussir serait donc trahir son milieu d'origine et, même si l'échec doit le vouer à une vie pénible, c'est la solution qu'il choisira. On voit fréquemment cela chez les jeunes issus de milieux défavorisés qui, avec un certain sadomasochisme, semblent se faire une gloire de leurs échecs en s’arrêtant juste au moment de toucher la ligne d'arrivée. Ils croient que réussir serait comme se couper « des leurs », ceux qu'ils aiment, comme s’ils les méprisaient, eux qui n'ont pas réussi, – et ils se sacrifient en signe de loyauté. Une image symbolique du film : celle de Smith qui refuse d'avancer, les mains sur les hanches.

## Vidéographie
- 2009 : La Solitude du coureur de fond, 1 DVD  PAL Zone 2, Doriane Films